# Lipinki Łużyckie (gemeente)
De gemeente Lipinki Łużyckie is een landgemeente in het Poolse woiwodschap Lubusz, in powiat Żarski.
De zetel van de gemeente is in Lipinki Łużyckie.
Op 30 juni 2004 telde de gemeente 3247 inwoners.

## Oppervlakte gegevens
In 2002 bedroeg de totale oppervlakte van gemeente Lipinki Łużyckie 88,55 km², waarvan:
- agrarisch gebied: 45%
- bossen: 47%

De gemeente beslaat 6,35% van de totale oppervlakte van de powiat.

## Demografie
Stand op 30 juni 2004:
| Omschrijving                   | Totaal | Totaal | Vrouwen | Vrouwen | Mannen | Mannen |
| ------------------------------ | ------ | ------ | ------- | ------- | ------ | ------ |
| eenheid                        | aantal | %      | aantal  | %       | aantal | %      |
| inwoners                       | 3247   | 100    | 1653    | 50,9    | 1594   | 49,1   |
| bevolkingsdichtheid (inw./km²) | 36,7   | 36,7   | 18,7    | 18,7    | 18     | 18     |

In 2002 bedroeg het gemiddelde inkomen per inwoner 1456,05 zł.

## Administratieve plaatsen (sołectwo)
Brzostowa-Sieciejów, Cisowa, Górka, Grotów, Lipinki Łużyckie, Pietrzyków, Piotrowice, Suchleb, Zajączek-Tyliczki.
Zonder de status sołectwo : Boruszyn.

## Aangrenzende gemeenten
Jasień, Przewóz, Trzebiel, Tuplice, Żary